# Arctia demaculata
Arctia demaculata är en fjärilsart som beskrevs av Statt. 1934. Arctia demaculata ingår i släktet Arctia och familjen björnspinnare. Inga underarter finns listade i Catalogue of Life.